# Abbey Dawn
Abbey Dawn è la linea di abbigliamento della cantante canadese Avril Lavigne. La linea è chiamata Abbey Dawn in quanto "Abbey" era il soprannome di Avril durante l'infanzia.

## Collezioni

### Luglio 2008
Nel luglio 2008 Lavigne lancia la sua prima linea di abbigliamento da lei stessa disegnata, Abbey Dawn, che viene distribuita dai grandi magazzini statunitensi Kohl's.

### Settembre 2009
Il 14 settembre 2009 la cantante presenta la sua ultima collezione di abbigliamento durante la settimana della moda di New York.
A partire dal 2009, oltre ai capi di abbigliamento, la linea comprende anche pigiami, costumi da bagno, gioielli, orologi, occhiali, borse e scarpe.

### Gennaio 2010
Nel gennaio 2010 lavora in collaborazione con la Disney per realizzare dei modelli di abiti Abbey Dawn ispirati allo stile dei costumi del film Alice in Wonderland. I modelli creati vengono messi in mostra, da maggio a settembre, presso l'istituto di moda Fashion Institute of Design & Merchandising di Los Angeles.

### Gennaio 2011
Il 21 dicembre 2010 è stato lanciato il nuovo sito per Abbey Dawn: da questo momento la sua linea di abbigliamento è disponibile in 50 diversi paesi in tutto il mondo ed è possibile acquistare i capi d'abbigliamento online; inoltre ogni mese viene messa in vendita una nuova collezione. Altra novità proposta è, oltre alla vendita in tutto il mondo, il lancio sul mercato di una linea maschile della sua linea di abbigliamento che lei stessa definisce "per ragazzi a cui piace lo stile di Metal Mulisha". I primi capi messi in vendita per questa linea sono state due T-Shirt che portano il logo di "What The Hell".

### Giugno 2011

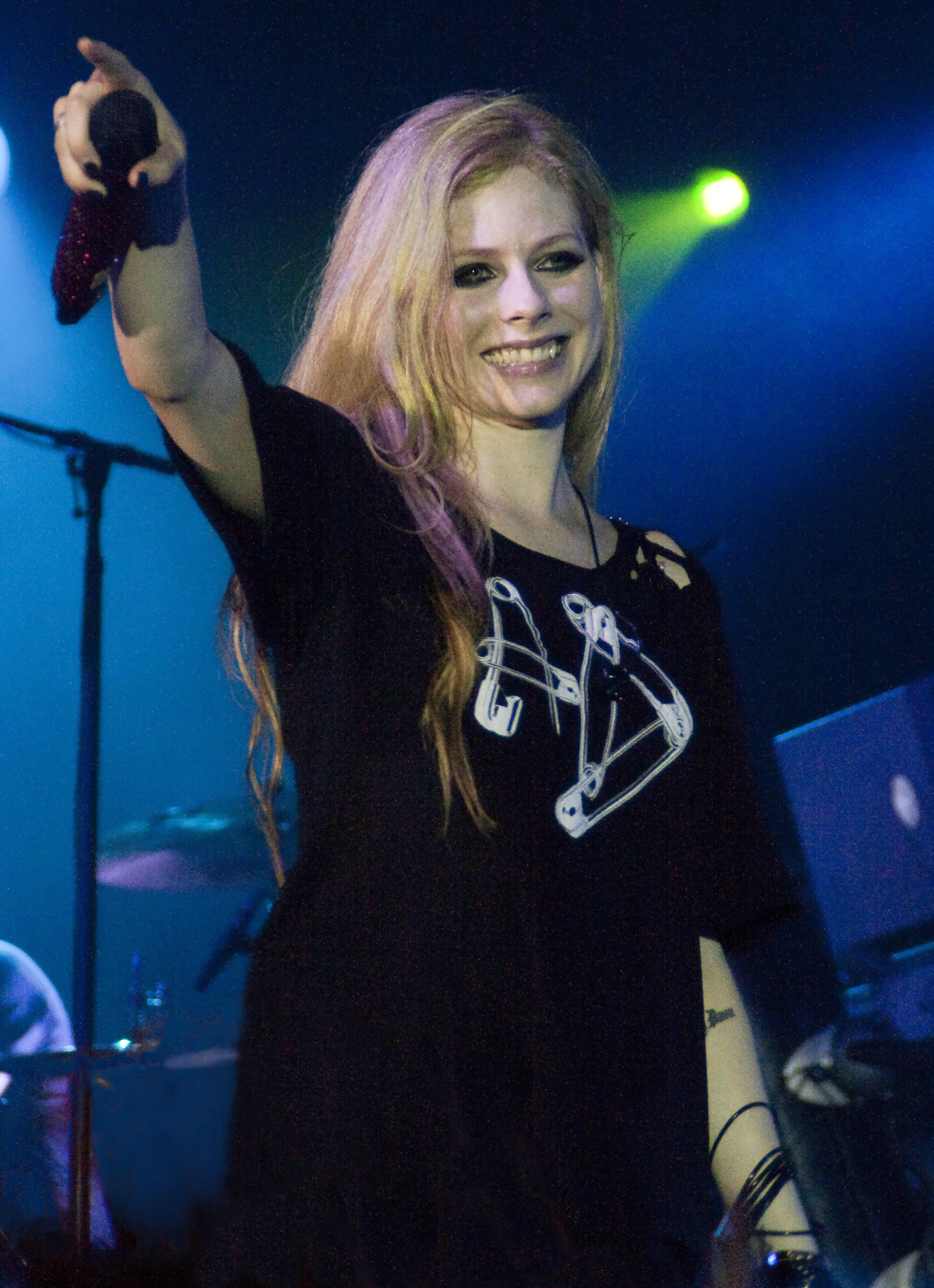
Avril Lavigne nel 2011 a Jakarta, in Indonesia. Indossa vestiti Abbey Dawn

Nel mese di giugno del 2011 Avril ha intrapreso una nuova collaborazione nel campo della moda con il marchio italiano Lotto, realizzando la collezione Avril X Lotto per il mercato cinese, collaborazione estesa anche per il 2012. Il 6 e 7 luglio 2011 presenta la collezione al Bread & Butter Apparel Trade Show di Berlino. Nello stesso mese Avril disegna una maglia, con scritto “Abbey Dawn Love Japan”, messa in vendita sul sito, i cui proventi sono devoluti a favore del programma “Comfort For Kids” della fondazione Mercy Corps per aiutare i bambini colpiti dal terremoto e dallo tsunami che ha devastato il Giappone in quello stesso anno. Il mese successivo annuncia la collaborazione con il brand Samantha Thavasa. L'azienda, molto popolare in Giappone e rinomata per le sue borse, produce con la cantautrice canadese una borsa che richiama le t-shirt.

## Spot pubblicitari
Per la campagna  “Inspired by the Artists… worn by you” del 2008 viene registrato un breve spot pubblicitario.
Nel 2009 viene girato un nuovo spot.
Nel 2010 il video What The Hell mostra chiaramente in un negozio la sua nuova linea, anticipandola, mostrandola in anteprima. Avril indossa la collezione Abbey Dawn anche nel video Smile.
Nel 2012, quando Abbey Dawn diventa partner di JustFab con cui realizza una collezione esclusiva di borse e scarpe, viene creato un nuovo spot.

## Partecipazioni
Per pubblicizzare la sua linea e quella di altri artisti, Avril partecipa nel 2008 alla campagna “Inspired by the Artists…worn by you” interpretando insieme a Vanessa Carlton, The Red Jumpsuit Apparatus, Plain White T's e Lenny Kravitz il brano Love Revolution di quest'ultimo.
Nell'agosto 2011 annuncia la collaborazione con il brand Samantha Thavasa. L'azienda, molto popolare in Giappone e rinomata per le sue borse, produce con la cantautrice canadese una borsa che richiama le t-shirt.
Il 22 e 23 agosto 2011 partecipa al MAGIC Marketplace Convention di Las Vegas.
Il 12 settembre 2011 partecipa alla New York Fashion Week.
Nel marzo del 2012 Abbey Dawn diventa partner di JustFab con cui realizza una collezione esclusiva di borse e scarpe.
Il 21 agosto 2012 partecipa al MAGIC Marketplace Convention di Las Vegas. Il 10 settembre 2012 partecipa alla New York Fashion Week.

## Distribuzione
La linea, disegnata da lei stessa e lanciata sul mercato nel luglio del 2008, viene distribuita dai grandi magazzini statunitensi Kohl's fino a maggio del 2009. Tutto questo è possibile grazie alla collaborazione di Avril con Jerry Leigh.
A partire dal mese di giugno 2009 la linea è distribuita anche da Boathouse in Canada.
Abbey Dawn è distribuita negli USA da Blank Generation, e in Europa da Jackson Distribution.

### Temporary Store
Nel mese di agosto 2008 viene aperto un temporary store a Laforet Harajuku, a Tokyo, e il 14 settembre Avril vi tiene una sfilata.